# Rosa shangchengensis
Rosa shangchengensis är en rosväxtart som beskrevs av Tsue Chih Ku. Rosa shangchengensis ingår i släktet rosor, och familjen rosväxter. Inga underarter finns listade i Catalogue of Life.